# Schmerlengrundeln
Die Schmerlengrundeln (Rhyacichthyidae) sind eine aus drei Arten bestehende Familie grundelartiger Fische, die in Süßgewässern in Indonesien, den Philippinen, Neuguinea, auf den Salomon-Inseln, auf Taiwan, einigen Japanischen Inseln und Neukaledonien vorkommen.

## Merkmale
Schmerlengrundeln werden acht bis 25 Zentimeter lang. Sie haben einen breiten, abgeflachten Kopf mit einem unterständigen Maul, das eine fleischige Oberlippe hat. Die Augen sind klein. Die beiden deutlich getrennten Rückenflossen werden von insgesamt acht bis neun Hart- und acht bis neun Weichstrahlen gestützt. Die Afterflosse hat einen Flossenstachel und acht bis neun Weichstrahlen, die breiten Brustflossen 21 bis 22 Flossenstrahlen. Die Bauchflossen stehen weit auseinander. Das Seitenlinienorgan auf Kopf und Rumpf ist gut entwickelt. 
Schmerlengrundeln können, ähnlich wie die nicht verwandten Flossensauger (Balitoridae), mit den Bauchflossen, der flachen Kopfunterseite und der Bauchseite einen Saugeffekt erzielen, um sich in schnell fließenden Bächen an Steinen festzuhalten.

## Systematik
Innerhalb der Grundelartigen (Gobiiformes) sind die Schmerlengrundeln zusammen mit den Zahn-Schläfergrundeln (Odontobutidae) die basale Schwestergruppe aller anderen Familien.

## Gattungen und Arten
- Protogobius Watson & Pöllabauer, 1998
  - Protogobius attiti Watson & Pöllabauer, 1998
- Rhyacichthys Boulenger, 1901
  - Rhyacichthys aspro (Valenciennes in Cuvier & Valenciennes, 1837)
  - Rhyacichthys guilberti Dingerkus & Séret, 1992